# Perdigão Queiroga
José Manuel Nobre Perdigão Queiroga, né à Évora le  12 juin 1916 et mort à Azambuja le 8 mai 1980, est un cinéaste portugais.

## Filmographie
- 1971 : Inverno em Portugal
- 1970 : Cela, Povoamento Sem Gravata (documentaire)
- 1965 : Póvoa de Varzim (documentaire)
- 1964 : Crimes na Cozinha (documentaire)
- 1963 :
  - O Parque das Ilusões
  - Viagem Presidencial a Angola (documentaire)
- 1962 :
  - O Milionário
  - A Pesca do Atum (documentaire)
- 1961 :
  - As Pupilas do Senhor Reitor
  - Aço Português (documentaire)
  - Beleza e Técnica (documentaire)
  - A Criança Descobre o Acidente (documentaire)
  - Luanda de Hoje (documentaire)
  - Luanda Dia-a-Dia (documentaire)
  - Museus e Pinturas (documentaire)
- 1960 :
  - 29º Aniversário do Estatuto do Trabalho Nacional (documentaire)
  - Lacticínios da Madeira (documentaire)
  - O Mundo Salesiano (documentaire)
  - Portugal de Cristo (documentaire)
  - Um Problema (documentaire)
  - Viagem do Presidente ao Norte (documentaire)
  - Visor em Tavira (documentaire)
- 1959 : Vinho do Porto (documentaire)
- 1958 : Arouca (documentaire)
- 1956 : Ribatejo (documentaire)
- 1953 :
  - Planície Heróica
  - Perspectivas de Beja (documentaire)
- 1952 :
  - Os Três da Vida Airada
  - Madragoa
  - Aveiro
- 1951 : Sonhar é Fácil
- 1948 : Fado, História d'uma Cantadeira avec Amália Rodrigues
- 1947 : Porto, Metrópole do Trabalho (documentaire)